# عبد الرزاق بدرخان
عبد الرزاق بدر خان (1864 القسطنطينية - 1918) کان دبلوماسيًا وسياسيًا كرديًا عثمانيًا من عائلة بدرخان الكردية العریقة من سلالة امراء بوطان الكردية .

## التعليم
بعد تخرجه من المدرسة دخل في سلك الإدارة العثمانية، متبعاً والده إلى سنجق آيدن ، حيث تم تعيين والده والياً . وبعد أن لم يعد بوسعه مواصلة دراسته في أوروبا ، قبل عرضاً لاستكمال تكوينه كدبلوماسي عثماني في وزارة خارجية الإمبراطورية العثمانية في عام 1885.

## المسيرة الدبلوماسية
وفي عام 1889، عين سكرتيرا في القنصلية العثمانية في سانت بطرسبرغ (الإمبراطورية الروسية) و بقي في العمل لمدة عام . وعندما عاد إلى القسطنطينية، عُرض عليه مكتب في القنصلية في طهران . كان هذا المنصب الذي لم يكن قادرًا في النهاية على توليه عندما تم استدعاؤه إلى القسطنطينية. لم يستجب للطلب وغادر إلى الإمبراطورية الروسية، حيث أراد الاستقرار في يريفان . بفضل علاقاته الدبلوماسية التي أقامها أثناء عمله في القنصلية في سانت بطرسبرغ، تمكن من الوصول إلى تفليس ، لكن خططه للعيش في يريفان فشلت بسبب ضغوط من الإمبراطورية العثمانية. ومن تفليس بدأ رحلة واسعة عبر باطومي وكييف ثم الي المملكة المتحدة ، قبل أن يجبره والده على العودة إلى القسطنطينية في عام 1894. وبعد عودته إلى العاصمة العثمانية، تم تعيينه في دائرة التشريفات الرسمية في القسطنطينية. ومن خلال ذلك، تمكن من التعرف على العديد من الدبلوماسيين الأوروبيين الذين احتفظ معهم بعلاقات ودية طويلة الأمد. في يناير 1906، وقع خلاف بينه وبين موظفين معارضين لتجديد الشارع المؤدي إلى منزل عبد الرزاق في شيشلي . ثم قام عبد الرزاق بعزل أحمد آغا الذي عارض التجديد مما دفع رضوان باشا إلى إرسال خمسين من أتباعه لمهاجمة بيت عبد الرزاق. تمكن رجال رضوان من قتل خادم عبد الرزاق، وتمكنوا من تحرير أحمد آغا. ثم نجح أيضًا في الدفاع عن نفسه من انتقام عبد الرزاق الذي اشتكى من أفعالهم إلى السلطان عبد الحميد الثاني . و بعد مقتل رضوان باشا اتهم بقتله وبعد و تم فصله من الخدمة وحكم عليه وسجن ثم نفي عام 1906 الىطرابلس (في ليبيا الحالية) . تم إرسال أعضاء آخرين من عائلة بدير خان إلى المنفى بسبب هذا الاتهام.
بعد ثورة تركيا الفتاة عام 1908، لم يُعفى عنه ولم يُسمح له بالعودة من المنفى مثل غيره من أعضاء أسرة بدرخان، وظل رهن الاحتجاز حتى أُطلق سراحه عام 1910. وفي العام نفسه، تقدم بطلب اللجوء إلى الإمبراطورية الروسية مستشهدًا بالجنرال الألماني هيلموت فون مولتكه (الذي التقى والد عبد الرزاق بد خان في ثلاثينيات القرن التاسع عشر) كمرجع.

## في عهد الأتحاديين
في عام 1911، قام العديد من أفراد عائلة بدرخان بجولة في موطنهم بوطان (بلدة جزره الحالية) ، وكان من بينهم عبد الرزاق الذي كان ينوي في ذلك الوقت أن يُنتخب نائبًا في البرلمان العثماني . في عام 1912، دعم انتفاضة اكراد قرب أرضروم . بحلول عام 1913 طالب بإشراك الأكراد في المفاوضات المتعلقة بالإصلاح الزراعي للمقاطعات الشرقية ذات الغالبية الكردية. مؤكدا أن الكثير من الأراضي التي كان من المقرر أن تعطى للأرمن هي اصلا ملكيتها كردية ومأهولة بأغلبية كردية. في عام 1917، بعد أن استولى الروس على المقاطعات الشرقية من الأناضول، تم تعيينه حاكماً في ولاية بدليس ،  وبعد ذلك حاول الحصول على مساعدة الروس لتحقيق حلمه في كردستان مستقلة. ويقال إن العثمانيين ذكروا أن الروس اعتبروه زعيمًا للقبائل الكردية، وأنه حضر اجتماعًا معهم مع الزعيم الكردي سمكو شكاك في مايو 1914. بقي لفترة في داخل المناطق الكردية التابعة للدولة الفارسية و اصدر مجلة و فتح مدرسة لتعليم اطفال الكرد لغتهم الكردية و كان مركز نشاطه مدينة خؤى شنال اوروميهز  في عام 1918 تم اغتياله  وليس من الواضح من امر بقتله رغم ان القادة القوميين الاتراك الاتحاديين كانوا يعادون تطلعاته الكردية.

## الحياة الشخصية
والداه هما نجيب باشا بدرخان وحنيفة بدرخان من أسرة بدرخان. تزوج من هنرييت هورنيك (نمساوية الأصل و عملت لفترة كطبيبة اسنان في بلاط خديوى مصر ) وأنجب منها ابنة في عام 1903 اشتهرت باسم ليلى بدرخان التي عاشت مع والدتها في مصر اثناء الحرب العالمية الأولى سافرت الى اوروبا و عملت في مجال الفن .